# COBRA (アルバム)
『COBRA』（コブラ）は、COBRAのアルバム。

## 内容
YOSU-KO、NAOKI、YOSHIROの3人で再結成以後、初のアルバム。YOSU-KOは自身のソロアルバム「YOSU-KO」同様、ベースと兼任して行った。

## 批評
CDジャーナルは「かつてのオイ・パンク一直線から、ハードコア的なダイナミズムも身につけた。若いリスナーに、新人バンドとして紹介してもいいくらい、勢いは健在だ」と評した。

## 収録曲
全曲　作曲：YOSU-KO　編曲：COBRA（特記以外）
1. LIFE IS TRAVELING
作詞：ANN TOKIKO
2. Work of riot!!
作詞：ANN TOKIKO
3. Twilight
作詞：ANN TOKIKO
4. FUTURE CALLING
作詞：ANN TOKIKO、YOSU-KO
5. Capricious World
作詞：YOSU-KO
6. PERFECT DAY
作詞：ANN TOKIKO
7. Son's Song
作詞：YOSU-KO
8. Wonder 3
作詞：YOSU-KO
9. Toy Revolution
作詞：YOSU-KO
10. PRIME of youth
作詞：NAOKI
11. DOG EAT DOG
原曲：ADAM THE ANTS